# Allogona profunda
Allogona profunda är en snäckart som först beskrevs av Thomas Say 1821.  Allogona profunda ingår i släktet Allogona och familjen Polygyridae. Inga underarter finns listade i Catalogue of Life.